# 페리코스 데 푸에블라
페리코스 데 푸에블라(푸에블라 패럿스)는 1942년 창단한 멕시코 푸에블라주의 프로 야구 팀이다. 홈구장은 에스타디오 데 베이스볼 에르마노스 세르단이다.

## 야구단 정보
| 감독   | -- 알폰소 히메네즈 |
| 코치   | -- 에드아르도 리베라 · -- 조지 루이스 로레도 · -- 헤수스 모레노 · -- 하비엘 히메네즈 · -- 레이 로야 |
| 투수   | 38 로렌조 바르셀로 · 11 오마르 에스피노자 · 38 에밀 카마르 · 26 호세 코보스 · 42 아돌포 델핀 · 6 에르난 마르티메즈 · 37 구아달루페 페레즈 · 22 안드레스 메사 · 29 루이스 살키도 · 20 루이스 라미레즈 · 24 마우리시오 라라 · 43 빅토르 자코메 · 47 에드가 에스트이요 · 51 움베르토 카르데나스 |
| 포수   | 10 세사르 타피아 · 25 프란시스코 발데즈 · 33 엘리세르 오티즈 |
| 내야수 | 2 이반 커벤테스 · 16 리카르도 세라노 · 13 미겔 토레로 · 39 윌리스 오타네즈 · 17 발렌틴 가메즈 |
| 외야수 | 27 루이스 마우리시오 수아레즈 · 75 세라핀 로드리게스 · 7 르네 레이스 · 18 오마르 델라토레 |